# Universiteit van Korea
De Universiteit van Korea is een grote particuliere universiteit in Seoel, Zuid-Korea, met een tweede campus in Jochiwon. De universiteit wordt gezien als een van de drie beste universiteiten in Zuid-Korea.
De universiteit is opgericht in 1905. In 2009 telt zij 81 academische departementen, verdeeld onder 15 colleges en 75 onderzoeksinstellingen. Er studeren rond de 30.000 studenten.

## Geschiedenis
De Universiteit van Korea werd opgericht in 1905 als het Bosung College. Dit college was de eerste moderne instelling voor hoger onderwijs in Korea. Mr. Hae-Uoung Shin was de eerste president van het college. Als academisch instituut van nationalistische oorsprong, werd het gezien als een symbool van nationale trots tijdens de koloniale periode (1910-1945). In 1932 kwam Sung-su Kim het college te hulp, dat te kampen had met financiële problemen door voortdurende tussenkomst van de Japanse koloniale overheid. Hij richtte de Jung Ang Academy foundation op om het college te steunen. In 1946 werd het college uitgebreid met drie andere colleges, en hernoemd tot Universiteit van Korea.
De universiteit maakt nu deel uit van de universitas 21. In 2006 eindigde de universiteit op de 150e plaats van beste universiteiten ter wereld in een meting gehouden door de The Times Higher Education Supplement,.